# Paryphoconus fuscus
Paryphoconus fuscus är en tvåvingeart som beskrevs av Lane 1946. Paryphoconus fuscus ingår i släktet Paryphoconus och familjen svidknott. Inga underarter finns listade i Catalogue of Life.